# Championnat de Pologne féminin de football 2007-2008
Navigation
Édition précédente Édition suivante
Le Championnat de Pologne de football féminin 2007-08 a commencé le 1er septembre 2007 et s'est déroulé sur 20 journées, soit sur un système aller-retour où les différentes équipes s'affrontent deux fois par phase. Le AZS Wrocław,  champion en titre depuis 7 saisons, a repris son titre au terme d'une saison difficile. 

## Clubs participants
- AZS Wrocław
- Medyk Konin
- Czarni Sosnowiec
- RTP Unia Racibórz
- AZS PWSZ Biała Podlaska
- Gol Częstochowa

## Barrages
- MUKS Tomaszów Mazowieck : 0-2 : AZS PWSZ Biała Podlaska
- AZS PWSZ Biała Podlaska : 1-1 : MUKS Tomaszów Mazowiecki

Le Biała Podlaska se maintient en première division.